# Francesco Maugeri
Francesco o Franco Maugeri (Gela, 14 ottobre 1898 – Torino, 8 settembre 1978) è stato un ammiraglio italiano che all'apice della sua carriera ricoprì l'incarico di capo di stato maggiore della Marina.

## Biografia
Entrato all'Accademia Navale di Livorno nel novembre 1911, conseguì la nomina a guardiamarina il 14 ottobre 1915, e la promozione a tenente di vascello nel 1918, partecipando alla grande guerra presso la 255ª squadriglia idrovolanti e venendo decorato di due medaglie d'argento al valor militare. Nel 1927 venne nominato capitano di corvetta (comandando dal maggio 1929 al gennaio 1931 il cacciatorpediniere Giovanni Nicotera), nel 1932 capitano di fregata (prima addetto al comando in capo della prima squadra poi comandando dal 29 luglio 1935 la 7ª squadriglia cctt imbarcato sul Dardo e dal 30 settembre 1936 fu insegnante di arte militare marittima presso il prestigioso istituto superiore di guerra dell'esercito a Torino) e nel 1937 capitano di vascello comandando con tale grado gli incrociatori Pola (dal 16 settembre 1938 al 2 agosto 1939), Giovanni dalle Bande Nere (dal 3 agosto 1939 al 15 novembre 1940), al cui comando ha preso parte alla battaglia di Punta Stilo e la Battaglia di Capo Spada, e Bolzano (dal 16 novembre 1940 al 5 maggio 1941) prendendo parte alla battaglia di Capo Teulada ed alla battaglia di Capo Matapan.
Conseguita nel 1941 la promozione a contrammiraglio, fu destinato allo stato maggiore della Marina, dove, il 24 maggio, andò a ricoprire l'incarico di responsabile del Servizio informazioni segrete (SIS) della Regia Marina, rimanendo nella capitale anche dopo lo scioglimento degli organi operativi della Marina, avvenuto in seguito alle vicende armistiziali, mantenendo ai suoi ordini un certo numero di ufficiali appartenenti al SIS e, organizzò il Servizio informazioni clandestino del Fronte militare clandestino, in collegamento con l'organizzazione informativa della V Armata americana e con il Servizio Informazioni del Comando Supremo, ha operato nella clandestinità fino alla liberazione di Roma nel giugno 1944.
Conseguita la promozione ad ammiraglio di divisione all'inizio del 1945, ricoprì a La Spezia l'incarico di comandante in capo del Dipartimento Marittimo dell'Alto Tirreno, e dopo la promozione ad ammiraglio di squadra dal 1º gennaio 1947 al 4 novembre 1948 quello di capo di stato maggiore della Marina Militare sostituendo in tale incarico l'ammiraglio De Courten, che era stato l'ultimo capo di stato maggiore della Regia Marina e primo capo di stato maggiore della Marina repubblicana.
Tra gli altri incarichi ricoperti con il grado di ammiraglio di squadra, quelli di Comandante in Capo del Dipartimento Marittimo del Basso Tirreno, di vicepresidente della Sezione Marina del Consiglio Superiore delle Forze Armate e di consigliere militare presso la rappresentanza italiana al Consiglio Atlantico.
Collocato in ausiliaria nell'aprile 1955, morì a Torino l'8 settembre 1978 proprio nell'anniversario della proclamazione dell'armistizio.
L'ammiraglio Maugeri è stato insignito di quattro medaglie d'argento al valor militare, quattro medaglie di bronzo al valor militare, due croci al merito di guerra e dei titoli di cavaliere dell'Ordine militare d'Italia, di Grand'ufficiale dell'Ordine della Corona d'Italia e di Ufficiale dell'Ordine dei Santi Maurizio e Lazzaro.
L'ammiraglio Maugeri venne anche insignito della Legion of Merit.
L'ammiraglio Maugeri ha scritto due libri: il primo, intitolato From the ashes of disgrace (Dalle ceneri del disonore), scritto in inglese nel 1948, pubblicato a New York e mai tradotto in Italia racconta le vicende belliche esprimendo simpatie per gli alleati e avversione alla causa dell'Asse; il secondo, scritto alla fine degli anni settanta per l'editore Mursia, intitolato Ricordi di un marinaio è la sua autobiografia che per buona parte ricalca From the ashes of disgrace.

## Accuse di tradimento
Durante la Seconda guerra mondiale fu a capo del reparto informazioni dello stato maggiore della Marina, il SIS (Servizio Informazioni Segrete). Nel dopoguerra una campagna stampa condotta dal settimanale satirico di destra Asso di Bastoni, lo accusò di aver tradito la patria, ben prima che venisse resa nota l'esistenza di Ultra, il sistema di decrittazione inglese attivo durante la seconda guerra mondiale alla base di molte azioni alleate. In realtà secondo alcune fonti "Lo spunto per l'attacco calunnioso viene fornito da una infelice frase dell'estensore di un libro comparso negli Stati Uniti (From the ashes of disgrace, «Dalle ceneri del disonore» scritto sulla base delle memorie dell'Ammiraglio) e dal fatto che Maugeri era stato decorato dagli americani il 4 luglio 1948 per "servizi resi al governo degli Stati Uniti".
La Legion of Merit, ottenuta dagli USA, recitava infatti come motivazione "per la condotta eccezionalmente meritevole nel compimento di superiori servizi resi al governo degli Stati Uniti, in qualità di capo del servizio informazioni navali, come comandante della base navale di La Spezia e come capo di stato maggiore della marina militare italiana durante e dopo la seconda guerra mondiale".
Inoltre nel suo libro From the Ashes of Disgrace Maugeri scrisse: "L'inverno del '42-'43 trovò molti di noi, che speravano in un'Italia libera, di fronte a questa dura, amara e dolorosa verità: non ci saremmo mai potuti liberare delle nostre catene, se l'Asse fosse stato vittorioso"; "Più uno amava il suo Paese, più doveva pregare per la sua sconfitta nel campo di battaglia... Finire la guerra, non importa come, a qualsiasi costo".
La questione provocò diverse polemiche con accuse più o meno esplicite sul ruolo di Maugeri. Venne ordinata una commissione d'inchiesta parlamentare ed una interna della marina militare con a capo Randolfo Pacciardi (ministro della Difesa dal 1948 al 1953). Quest'ultima pur discolpando Maugeri dall'accusa esplicita di tradimento ne criticò fortemente i comportamenti: «Questa grave manchevolezza ha provocato la pubblicazione nel libro di alcune frasi che hanno avuto la più deplorevole ripercussione in Italia e specie nell'ambiente della marina. Pur tenendo conto della sua buona fede, delle sue lodevoli intenzioni e delle attenuanti che indubbiamente V. S. ha, come risulta principalmente dalla pubblica dichiarazione del signor Rosen, non posso che fortemente deplorare quanto è avvenuto. Mi limito a infliggere a V. S. un rimprovero»,.
La cosa costò a Maugeri il posto di capo di stato maggiore e così l'ammiraglio nel 1948 venne rimosso e trasferito al dipartimento marittimo di Napoli.
Tra i principali detrattori di Maugeri vi fu Filippo Nicolò Mancuso, redattore presso il settimanale satirico Asso di Bastoni che accusava l'ammiraglio di aver tradito per "fini di lucro mentre l'Italia era in guerra con gli Alleati". Maugeri lo querelò ed ebbe ragione sia in primo grado che in appello.
La corte di appello, però, riformò piuttosto pesantemente la condanna per il Mancuso (inizialmente di 10 mesi di reclusione e 80.000 lire di multa) con la seguente motivazione: «il collegio deve riconoscere che sussistono sufficienti prove per ritenere che il Maugeri, anche anteriormente all'8 settembre 1943, aveva intelligenze con le potenze, contro le quali l'Italia era allora in guerra»,.
Secondo una tesi Maugeri fu "vittima di una polemica giornalistica, promossa da ambienti di destra, con l'obiettivo di dimostrare che la nostra sconfitta militare era stata provocata dal tradimento. Pur di non ammettere che il Duce e il Fuhrer avessero sbagliato i piani, accusavano sia Supermarina, sia i singoli comandanti di aver venduto, per denaro o per ideologia, segreti militari navali all'Inghilterra o agli USA.
Successivamente, nel suo libro Maugeri scrisse «L'Italia era piena di inglesi e di italiani amici e simpatizzanti per la Gran Bretagna, soprattutto per l'aristocrazia. Io dubito che esistessero molte spie in Italia: essi non ne avevano davvero bisogno. L'ammiragliato britannico aveva abbondanti amici tra i nostri ammiragli anziani e nello stesso Ministero della Marina. Sospetto che gli inglesi fossero in grado di ottenere genuine informazioni direttamente alla fonte. In questo caso non c'era bisogno di spendere denaro e sforzi per avere un esercito di agenti segreti scorrazzanti per i fronti a mare di Napoli, Genova, Taranto e La Spezia».
L'articolo 16 del trattato di pace firmato a Parigi il 10 febbraio 1947 e pubblicato poi sul supplemento alla Gazzetta Ufficiale del 24 dicembre 1947 n. 295 recita “L'Italia non incriminerà né in altro modo molesterà i cittadini italiani compresi i componenti delle Forze Armate (nel testo ufficiale in francese è scritto: “soprattutto i componenti delle Forze Armate”) per il solo fatto di aver espresso simpatia per la causa delle potenze Alleate o Associate o di aver svolto azione a favore della causa stessa durante il periodo tra il 10 giugno 1940 e la data di entrata in vigore del presente trattato".
La Procura militare, investita dalla questione dichiarò «non doversi promuovere alcuna azione nei confronti di Maugeri per mancanza di ogni elemento di prova in ordine dei fatti». Decisiva la testimonianza dell'ammiraglio Luigi Sansonetti (vicecapo di stato maggiore) che disse «Tutte le volte in cui lo spostamento di unità navali era a conoscenza soltanto di pochi e alti ufficiali compreso il SIS, esso rimaneva perfettamente segreto».

## La consegna della flotta
Una delle condizioni dell'armistizio di Cassibile firmato dall'Italia prevedeva la consegna della flotta.
Secondo alcune ricostruzioni Maugeri fu uno dei principali attori della trattativa di resa dell'Italia verso gli Alleati per la parte riguardante la flotta. Secondo le memorie dell'allora addetto navale a Stoccolma il comandante H. Denham vi erano state delle trattative “per acquisire unità da guerra italiane” e un ”tentativo di comprare navi da guerra italiane” relativo al “riferito desiderio italiano per una resa navale.
Secondo quanto riportato da Trizzino e Caruso «Nella capitale portoghese si precipita un fidato emissario di Maugeri, il capitano Mario Vespa, il quale consegna all'addetto navale statunitense la totale adesione dei nostri ammiragli. Ed è un sì pesante, quello di Vespa: Maugeri ha coinvolto anche Luigi Sansonetti e Raffaele De Courten, il nuovo Ministro della Marina, che assomma pure la carica di capo di stato maggiore. In quella prima settimana di agosto i giochi sono talmente scoperti da indurre il presidente del Portogallo Salazar a telegrafare al suo ambasciatore a Londra incaricandolo di prospettare che la flotta italiana venga internata nei porti lusitani». "Tutto ciò accade non soltanto prima della richiesta italiana di resa, ma anche prima della partenza dall'Italia del plenipotenziario del generale Castellano, che avviene il 12 agosto".